# Philadelphia (Mississippi)
Philadelphia è una città (city) degli Stati Uniti d'America, capoluogo della contea di Neshoba, nello Stato del Mississippi.